# У-18
У-18 — радянська важка самохідна артилерійська установка часів Німецько-радянської війни .

## Історія створення
15 квітня 1942 року відбулося засідання пленуму Артилерійського комітету ГАУ КА, присвячене подальшому розвитку самохідної артилерії. На засіданні були затверджені вимоги на самохідну установку, яка повинна була стати заміною «винищувачу ДОтів» 212. Уралмаш в складі Л. І. Горлицького, Н. В. Куріна, Г. Н. Рибіна і К. Н. Ільїна та КБ-3 Машинобудівний завод імені М. І. Калініна на чолі з Ф. Ф. Петровим, була спроектована САУ У-18 на базі КВ-7, оснащена 152,4-мм гаубицею ЗІК-20 (МЛ-20С).

### Прототипи: У-19; СУ-152
На замовлення ГАУ довелося поспішно виконувати проект У-19, встановити на шасі танка КВ 203,2-мм гаубицю зр. 1931 р. Б-4 масою 12,7 тонн. Розміри САУ виявилися значними, а бойова маса склала 66 тон. Через перевищене навантаження на ходову частину і низьку маневреність роботи по У-19 були згорнуті.
У-18 почали допрацьовувати на Челябінському Кіровському заводі за вказівкою заступника танкової промисловості Ж. Я. Котіна. САУ оснастили гарматою: 152-мм гаубиця-гармата зразка 1937 року (МЛ-20), а потім на шасі КВ-1с. САУ отримала заводську назву КВ-14. 14 лютого 1943 року, після успішних випробувань, постановою ДКО КВ-14 (об'єкт 236) був прийнятий на озброєння і запущений в серійне виробництво під індексом СУ-152 .

## Опис конструкції

### Двигун
В якості силової установки в САУ У-18 передбачалося використовувати дизельний чотиритактний V-подібний дванадцятициліндровий двигун В-2К, який на виході міг забезпечити потужність в 600 кінських сил.

### Трансмісія
Трансмісія важкої самохідно-артилерійської установки У-18 складалася з наступних основних вузлів і агрегатів:
- багатодискового головного фрикціону, який працював за принципом сухого тертя «сталь по феродо»;
- п'ятиступінчатою коробкою передач тракторного типу;
- двох багатодискових бортових фрикціонів, що працюють за принципом тертя «сталь по сталі»;
- двох бортових планетарних редукторів;
- плаваючих гальм стрічкового типу.

### Підвіска
Підвіска в У-18 за своїм типом класифікується як торсіонна індивідуальна при внутрішній амортизації по кожному з 6 штампованих опорних двоскатних катків малого діаметра застосовано по кожному борту. По кожному опорному котку на проти нього до броньового корпусу шляхом зварювання кріпилися обмежувачі ходу балансирів підвіски. Провідне колесо, оснащене зйомними зубчастими вінцями з цівочним зачепленням, застосовано по кожному борту розташовувалося позаду, а напрямні лінивці - попереду. Верхня гілка гусениці спиралася на три малих литих котки, що підтримують та не гумувались бандажами.
Кожен гусеничний ланцюг збирався з 86-90 литих траків одногребневого типу з шириною в 700 і кроком в 160 міліметрів.

## Озброєння

### Гармата
Гармата ЗИС-20 (МЛ-20С) 152,4-мм гармата гаубиця. Радянська гаубиця-гармата періоду Другої світової війни. Серійно випускалася з 1937 по 1946 рік і донині стоїть на озброєнні багатьох країнах світу. Також цією гарматою озброювали ІСУ-152 .

### Технічні характеристики гармати
| Параметр                         | Значення  |
| -------------------------------- | --------- |
| Калібр, мм                       | 152,4     |
| Скорострільність, пострілів / хв | 3-4       |
| Прицільна дальність, м:          | до 17 230 |
| Довжина ствола, мм               | 4240      |

### Снаряди
Для даної гармати доступні наступні снаряди:
- БР-540 - бронебійний гостроголовий каморний снаряд.
- БР-540Б - бронебійний тупоголовий каморний снаряд.
- БП-540 - кумулятивний снаряд. Присутній тільки на ІСУ-152
- ОФ-540 - уламково-фугасний снаряд.

### Технічні характеристики снарядів
| С наряд | Тип | Маса, кг | Початкова швидкість, м / с | Затримка зривника, м | Чутливість зривника, мм | Маса вибухової речовини, г | Кут зустрічі, при якому ймовірність рикошету 100% | Кут зустрічі, при якому ймовірність рикошету 50% | Кут зустрічі, при якому ймовірність рикошету 0% |
| ------- | --- | -------- | -------------------------- | -------------------- | ----------------------- | -------------------------- | ------------------------------------------------- | ------------------------------------------------ | ----------------------------------------------- |
| БР-540  | БС  | 49       | 600                        | 1.2                  | 15                      | 480                        | 25                                                | 30                                               | 43                                              |
| БР-540Б | БС  | 49       | 600                        | 1.2                  | 15                      | 660                        | 19                                                | 27                                               | 42                                              |
| БП-540  | КС  | 28       | 680                        | -                    | 0.1                     | 3840                       | 17                                                | 21                                               | 28                                              |
| ОФ-540  | ОФС | 44       | 655                        | -                    | 0.01                    | 5900                       | 9                                                 | 10                                               | 11                                              |

| Назва снаряда | Бронепробиваемость, мм на відстані, м (по нормалі) | Бронепробиваемость, мм на відстані, м (по нормалі) | Бронепробиваемость, мм на відстані, м (по нормалі) | Бронепробиваемость, мм на відстані, м (по нормалі) | Бронепробиваемость, мм на відстані, м (по нормалі) | Бронепробиваемость, мм на відстані, м (по нормалі) | Бронепробиваемость, мм на відстані, м (кут атаки 30 °) | Бронепробиваемость, мм на відстані, м (кут атаки 30 °) | Бронепробиваемость, мм на відстані, м (кут атаки 30 °) | Бронепробиваемость, мм на відстані, м (кут атаки 30 °) | Бронепробиваемость, мм на відстані, м (кут атаки 30 °) | Бронепробиваемость, мм на відстані, м (кут атаки 30 °) |
| Назва снаряда | 10                                                 | 100                                                | 500                                                | 1000                                               | 1500                                               | 2000                                               | 10                                                     | 100                                                    | 500                                                    | 1000                                                   | 1500                                                   | 2000                                                   |
| ------------- | -------------------------------------------------- | -------------------------------------------------- | -------------------------------------------------- | -------------------------------------------------- | -------------------------------------------------- | -------------------------------------------------- | ------------------------------------------------------ | ------------------------------------------------------ | ------------------------------------------------------ | ------------------------------------------------------ | ------------------------------------------------------ | ------------------------------------------------------ |
| БР-540        | 167                                                | 165                                                | 152                                                | 137                                                | 124                                                | 111                                                | 60                                                     | 59                                                     | 55                                                     | 49                                                     | 44                                                     | 40                                                     |
| БР-540Б       | 150                                                | 148                                                | 142                                                | 135                                                | 128                                                | 122                                                | 61                                                     | 61                                                     | 58                                                     | 55                                                     | 52                                                     | 50                                                     |
| БП-540        | 250                                                | 250                                                | 250                                                | 250                                                | 250                                                | 250                                                | 124                                                    | 124                                                    | 124                                                    | 124                                                    | 124                                                    | 124                                                    |
| ОФ-540        | 74                                                 | 74                                                 | 74                                                 | 74                                                 | 74                                                 | 74                                                 | 74                                                     | 74                                                     | 74                                                     | 74                                                     | 74                                                     | 74                                                     |

## Застосування
У березні 1942 року був побудований макет. Дослідних зразків не випускалося, в бойових діях участі не брала.